# Pseudoeconesus haasti
Pseudoeconesus haasti är en nattsländeart som beskrevs av Ward 1997. Pseudoeconesus haasti ingår i släktet Pseudoeconesus och familjen Oeconesidae. Inga underarter finns listade i Catalogue of Life.